# Adeonella lobata
Adeonella lobata är en mossdjursart som beskrevs av Hayward 1988. Adeonella lobata ingår i släktet Adeonella och familjen Adeonellidae. Inga underarter finns listade i Catalogue of Life.